# 蒂莫西·道尔顿
蒂莫西·倫納德·道尔顿·萊格特（英語：Timothy Leonard Dalton Leggett，1946年3月21日—）是一個出生在威爾斯的英國戲劇及電影演員，因成為第四任詹姆士·龐德而著名。

## 生平

### 詹姆士·龐德
- 黎明生機 The Living Daylights （1987）
- 殺人執照 Licence to Kill （1989）

## 主要電影作品表
- 色遇 The Tourist (2010)
- 終棘警探 （2007）
- 樂一通大顯身手 Looney Tunes: Back in Action （2003）
- 狂風沙 American Outlaws （2001）
- 神鬼大法師 Possessed （2000）
- 同房兩家親 Bitter Suite （2000）
- 絕命悍將 Made Men （1999）
- 天才佳人 The Beautician and the Beast （1997）
- 魔蠍戰士 The Informant （1997）
- 亂世佳人續集：飄 Scarlett（1994）
- 火箭人 Rocketeer（1991）
- 南丁格爾傳 Florence Nightingale （1985）
- 飛俠哥頓 Flash Gordon （1980）
- 冬之獅 The Lion in winter （1968）

## 主要戲劇作品
- His Dark Materials (2003)
- Love Letters (1991)
- A Touch of the Poet (1988)
- The Taming of the Shrew (1986)
- Antony and Cleopatra (1986)
- Henry IV, Part 2 (1982)
- Henry IV, Part 1 (1982)

## 外部連結
- Timothy Dalton在互联网电影资料库（IMDb）上的資料（英文）
- Timothy Dalton's Authorised Website （页面存档备份，存于）
- The Timothy Dalton Chat Group （页面存档备份，存于）
- Timothy Dalton-A Polish Fan Site （页面存档备份，存于）
- Timothy Dalton Absolutely Unofficial Page

| 先前 羅渣·摩亞 1973年–1985年 | 詹姆士·龐德演员 1987年–1989年 | 其後 皮雅斯·布士南 1995年–2002年 |